# Patrick Ciurria
Patrick Ciurria (Sassuolo, 9 febbraio 1995) è un calciatore italiano, centrocampista del Monza.

## Caratteristiche tecniche
È un'ala destra molto duttile, che può essere utilizzato come mezzala, trequartista, punta centrale o seconda punta.

## Carriera

### Club

#### Spezia
Dal 2011 al gennaio del 2013 gioca nelle giovanili del Castellarano, per poi passare in prestito allo Spezia, con cui nella seconda parte della stagione 2012-2013 gioca nel Campionato Primavera; a fine stagione viene acquistato a titolo definitivo dal club ligure, con cui nella stagione 2013-2014 esordisce in prima squadra il 10 agosto 2013 in Coppa Italia contro la Pro Patria. Quattordici giorni dopo invece debutta in Serie B nel pareggio per 0-0 contro il Cittadella. A fine anno totalizza 5 presenze nel campionato di Serie B e 3 presenze in Coppa Italia.
Rimane in squadra anche nella stagione 2014-2015 (una presenza in campionato e 2 in Coppa Italia) e nella stagione 2015-2016, nella quale viene impiegato con maggiore frequenza, totalizzando 18 presenze ed un gol nel campionato di Serie B e 3 presenze in Coppa Italia.

#### Prestiti al Südtirol ed al Siena
Nell'estate del 2016 viene ceduto in prestito al Südtirol, club di Lega Pro, con il quale nella stagione 2016-2017 totalizza 19 presenze nel campionato di terza serie ed una presenza in Coppa Italia Lega Pro, salvo poi nel gennaio del 2017, tornare allo Spezia che lo gira nuovamente in prestito, questa volta al Siena, con cui nella seconda parte della stagione mette a segno 3 reti in 15 presenze, sempre in Lega Pro.

#### Pordenone
Nell'estate del 2017 viene ceduto a titolo definitivo al Pordenone, con cui nella stagione 2017-2018 realizza 6 reti in 29 presenze nel campionato di Serie C; viene riconfermato anche per la stagione 2018-2019, nella quale contribuisce alla vittoria del campionato (e quindi alla prima storica promozione in Serie B dei ramarri) con 3 reti e 37 presenze.
Nella stagione 2019-2020 gioca in Serie B con il Pordenone (35 presenze e 5 reti in campionato ed una presenza in Coppa Italia). La stagione sportiva 2020-2021 lo vede ancora impegnato con il Pordenone Calcio, scende in campo 36 volte, realizza 9 reti e 11 assist in campionato e due presenze in Coppa Italia confermandosi miglior assist-man del campionato.

#### Monza
Il 31 luglio 2021 viene acquistato dal Monza. Ciurria nel corso della stagione scende in campo 34 volte in campionato, una volta in Coppa Italia e 4 volte nei play-off realizzando 5 reti e 8 assist tra tutte le competizioni ufficiali, conquistando tra l'altro la promozione in Serie A a seguito della vittoria nella finale play-off contro il Pisa.
Il 7 gennaio 2023, in occasione del pareggio per 2-2 contro l'Inter, sigla il suo primo gol in massima serie. Il 4 Giugno a fine stagione 2022-2023, scende in campo 36 volte in campionato, realizzando 6 reti e 6 assist  e una presenza in Coppa Italia.
Nella stagione 2023-2024, sempre con il Monza, scende in campo 22 volte in campionato e 1 volta in Coppa Italia. A circa metà Febbraio 2024 è costretto a fermarsi per un problema al ginocchio che non gli permetterà di giocare fino alla fine del campionato.
Il 22 dicembre 2024 ritorna in campo contro la Juventus disputando 19 minuti di gioco e totalizzando, per la stagione 2024-2025, una presenza in Coppa Italia e 21 presenze nella massima serie. Il 13 gennaio 2025 segna una rete contro la Fiorentina di Raffaele Palladino.

### Nazionale
Tra il 2013 ed il 2014 ha segnato 3 reti in 11 presenze con la Nazionale Under-19; in seguito ha anche giocato 3 partite con la Nazionale Under-20, con cui ha partecipato al Torneo Quattro Nazioni nel 2014 e nel 2016.

## Statistiche

### Presenze e reti nei club
Statistiche aggiornate al 18 agosto 2025.
| Stagione         | Squadra          | Campionato       | Campionato | Campionato | Coppe nazionali | Coppe nazionali | Coppe nazionali | Coppe continentali | Coppe continentali | Coppe continentali | Altre coppe | Altre coppe | Altre coppe | Totale | Totale | Totale |
| Stagione         | Squadra          | Comp             | Pres       | Reti       | Comp            | Pres            | Reti            | Comp               | Pres               | Reti               | Comp        | Pres        | Reti        | Pres   | Reti   |        |
| ---------------- | ---------------- | ---------------- | ---------- | ---------- | --------------- | --------------- | --------------- | ------------------ | ------------------ | ------------------ | ----------- | ----------- | ----------- | ------ | ------ | ------ |
| 2013-2014        | Spezia           | B                | 5          | 0          | CI              | 3               | 0               | -                  | -                  | -                  | -           | -           | -           | 8      | 0      |        |
| 2014-2015        | Spezia           | B                | 1          | 0          | CI              | 2               | 0               | -                  | -                  | -                  | -           | -           | -           | 3      | 0      |        |
| 2015-2016        | Spezia           | B                | 18         | 1          | CI              | 3               | 0               | -                  | -                  | -                  | -           | -           | -           | 21     | 1      |        |
| Totale Spezia    | Totale Spezia    | Totale Spezia    | 24         | 1          |                 | 8               | 0               |                    | -                  | -                  |             | -           | -           | 32     | 1      |        |
| 2016-gen. 2017   | Südtirol         | LP               | 19         | 0          | CI-LP           | 1               | 0               | -                  | -                  | -                  | -           | -           | -           | 20     | 0      |        |
| gen.-giu. 2017   | Siena            | LP               | 15         | 3          | CI-LP           | 0               | 0               | -                  | -                  | -                  | -           | -           | -           | 15     | 3      |        |
| 2017-2018        | Pordenone        | C                | 29         | 6          | CI              | 3               | 0               | -                  | -                  | -                  | -           | -           | -           | 32     | 6      |        |
| 2018-2019        | Pordenone        | C                | 37         | 3          | CI+CI-LP        | 2+1             | 0               | -                  | -                  | -                  | SC-C        | 1           | 0           | 41     | 3      |        |
| 2019-2020        | Pordenone        | B                | 35+2       | 5          | CI              | 1               | 0               | -                  | -                  | -                  | -           | -           | -           | 38     | 5      |        |
| 2020-2021        | Pordenone        | B                | 36         | 9          | CI              | 2               | 0               | -                  | -                  | -                  | -           | -           | -           | 38     | 9      |        |
| Totale Pordenone | Totale Pordenone | Totale Pordenone | 137+2      | 23         |                 | 9               | 0               |                    | -                  | -                  |             | 1           | 0           | 149    | 23     |        |
| 2021-2022        | Monza            | B                | 34+4       | 5          | CI              | 1               | 0               | -                  | -                  | -                  | -           | -           | -           | 39     | 5      |        |
| 2022-2023        | Monza            | A                | 36         | 6          | CI              | 1               | 0               | -                  | -                  | -                  | -           | -           | -           | 37     | 6      |        |
| 2023-2024        | Monza            | A                | 22         | 0          | CI              | 1               | 0               | -                  | -                  | -                  | -           | -           | -           | 23     | 0      |        |
| 2024-2025        | Monza            | A                | 21         | 1          | CI              | 1               | 0               | -                  | -                  | -                  | -           | -           | -           | 22     | 1      |        |
| 2025-2026        | Monza            | B                | 0          | 0          | CI              | 1               | 0               | -                  | -                  | -                  | -           | -           | -           | 1      | 0      |        |
| Totale Monza     | Totale Monza     | Totale Monza     | 113+4      | 12         |                 | 5               | 0               |                    | -                  | -                  |             | -           | -           | 122    | 12     |        |
| Totale Carriera  | Totale Carriera  | Totale Carriera  | 308+6      | 39         |                 | 23              | 0               |                    | -                  | -                  |             | 1           | 0           | 338    | 39     |        |

### Cronologia presenze e reti in nazionale
| Cronologia completa delle presenze e delle reti in nazionale ― Italia under 19 | Cronologia completa delle presenze e delle reti in nazionale ― Italia under 19 | Cronologia completa delle presenze e delle reti in nazionale ― Italia under 19 | Cronologia completa delle presenze e delle reti in nazionale ― Italia under 19 | Cronologia completa delle presenze e delle reti in nazionale ― Italia under 19 | Cronologia completa delle presenze e delle reti in nazionale ― Italia under 19 | Cronologia completa delle presenze e delle reti in nazionale ― Italia under 19 | Cronologia completa delle presenze e delle reti in nazionale ― Italia under 19 |
| Data                                                                           | Città                                                                          | In casa                                                                        | Risultato                                                                      | Ospiti                                                                         | Competizione                                                                   | Reti                                                                           | Note                                                                           |
| ------------------------------------------------------------------------------ | ------------------------------------------------------------------------------ | ------------------------------------------------------------------------------ | ------------------------------------------------------------------------------ | ------------------------------------------------------------------------------ | ------------------------------------------------------------------------------ | ------------------------------------------------------------------------------ | ------------------------------------------------------------------------------ |
| 6-9-2013                                                                       | Francavilla al Mare                                                            | Italia under 19                                                                | 1 – 0                                                                          | Bulgaria under 19                                                              | Amichevole                                                                     | 1                                                                              | 62’                                                                            |
| 10-9-2013                                                                      | Alphen aan den Rijn                                                            | Paesi Bassi under 19                                                           | 1 – 1                                                                          | Italia under 19                                                                | Amichevole                                                                     | -                                                                              | 59’                                                                            |
| 8-10-2013                                                                      | Petah Tikva                                                                    | Italia under 19                                                                | 0 – 2                                                                          | Israele under 19                                                               | Qualificazioni Europei                                                         | -                                                                              |                                                                                |
| 10-10-2013                                                                     | Petah Tikva                                                                    | Italia under 19                                                                | 5 – 0                                                                          | Liechtenstein under 19                                                         | Qualificazioni Europei                                                         | -                                                                              | 77’                                                                            |
| 13-10-2013                                                                     | Petah Tikva                                                                    | Danimarca under 19                                                             | 0 – 2                                                                          | Italia under 19                                                                | Qualificazioni Europei                                                         | -                                                                              |                                                                                |
| 13-11-2013                                                                     | La Louvière                                                                    | Belgio under 19                                                                | 0 – 1                                                                          | Italia under 19                                                                | Qualificazioni Europei                                                         | 1                                                                              |                                                                                |
| 5-3-2014                                                                       | Fermo                                                                          | Italia under 19                                                                | 1 – 1                                                                          | Germania under 19                                                              | Amichevole                                                                     | -                                                                              | 45’                                                                            |
| 16-4-2014                                                                      | Meyrin                                                                         | Svizzera under 19                                                              | 2 – 4                                                                          | Italia under 19                                                                | Amichevole                                                                     | 1                                                                              | 45’                                                                            |
| 24-5-2014                                                                      | Sliven                                                                         | Rep. Ceca under 19                                                             | 1 – 0                                                                          | Italia under 19                                                                | Qualificazioni Europei                                                         | -                                                                              | 63’                                                                            |
| 26-5-2014                                                                      | Stara Zagora                                                                   | Italia under 19                                                                | 1 – 3                                                                          | Svezia under 19                                                                | Qualificazioni Europei                                                         | -                                                                              |                                                                                |
| 29-5-2014                                                                      | Stara Zagora                                                                   | Bulgaria under 19                                                              | 1 – 1                                                                          | Italia under 19                                                                | Amichevole                                                                     | -                                                                              | 26’                                                                            |
| Totale                                                                         |                                                                                | Presenze                                                                       | 11                                                                             |                                                                                | Reti                                                                           | 3                                                                              |                                                                                |

| Cronologia completa delle presenze e delle reti in nazionale ― Italia under 20 | Cronologia completa delle presenze e delle reti in nazionale ― Italia under 20 | Cronologia completa delle presenze e delle reti in nazionale ― Italia under 20 | Cronologia completa delle presenze e delle reti in nazionale ― Italia under 20 | Cronologia completa delle presenze e delle reti in nazionale ― Italia under 20 | Cronologia completa delle presenze e delle reti in nazionale ― Italia under 20 | Cronologia completa delle presenze e delle reti in nazionale ― Italia under 20 | Cronologia completa delle presenze e delle reti in nazionale ― Italia under 20 |
| Data                                                                           | Città                                                                          | In casa                                                                        | Risultato                                                                      | Ospiti                                                                         | Competizione                                                                   | Reti                                                                           | Note                                                                           |
| ------------------------------------------------------------------------------ | ------------------------------------------------------------------------------ | ------------------------------------------------------------------------------ | ------------------------------------------------------------------------------ | ------------------------------------------------------------------------------ | ------------------------------------------------------------------------------ | ------------------------------------------------------------------------------ | ------------------------------------------------------------------------------ |
| 3-9-2014                                                                       | Spiesen-Elversberg                                                             | Germania under 20                                                              | 0 – 1                                                                          | Italia under 20                                                                | Torneo Quattro Nazioni                                                         | -                                                                              | 45’                                                                            |
| 23-3-2016                                                                      | Stettino                                                                       | Polonia under 20                                                               | 0 – 3                                                                          | Italia under 20                                                                | Torneo Quattro Nazioni                                                         | -                                                                              | 45’                                                                            |
| 27-4-2016                                                                      | Legnago                                                                        | Italia under 20                                                                | 2 – 0                                                                          | Danimarca under 20                                                             | Torneo Quattro Nazioni                                                         | -                                                                              | 45’                                                                            |
| Totale                                                                         |                                                                                | Presenze                                                                       | 3                                                                              |                                                                                | Reti                                                                           | 0                                                                              |                                                                                |

## Palmarès

### Club

#### Competizioni nazionali
- Campionato italiano Serie C: 1

Pordenone: 2018-2019 (girone B)
- Supercoppa di Serie C: 1

Pordenone: 2019

#### Individuale
- Miglior Giocatore delle squadre del Triveneto per la stagione 2019/2020 - Galà del Calcio Triveneto: 1